# Грам—Шмитов поступак ортонормализације
Грам—Шмитов поступак ортонормализације је метод у линеарној алгебри, који служи за ортогонализацију и нормирање скупа вектора у задатом еуклидском простору.
Поступак је следећи. Узмимо на пример векторски простор произвољне димензије Rn, са базом {v1, v2, ... ,vn}, Грам-Шмитовим поступком ортогонализације можемо да трансформишемо базу {vi} у ортонормирану базу, {ui}. Прво нормализујемо v1: u1=v1/||v1||.
Затим израчунавамо w2=v2-<v2,u1>u1, па нормализујемо w2: u2=w2/||w2||
Овај поступак применимо за све векторе из базе {vi}: wi+1=vi+1-<vi+1,uiui>- ... - <vi+1,u1>u1 и ui+1=wi+1/||wi+1||. Вектори {u1, ... ,vn} су линеарно независни, и стога чине базу векторског простора Rn.

## Пример
Узмимо следећи скуп вектора у Rn (са уобичајеним скаларним производом)
{\displaystyle S=\left\lbrace \mathbf {v} _{1}={\begin{pmatrix}3\\1\end{pmatrix}},\mathbf {v} _{2}={\begin{pmatrix}2\\2\end{pmatrix}}\right\rbrace .}
Сада применимо Грам-Шмитов поступак како бисмо добили ортогонални скуп вектора:
{\displaystyle \mathbf {u} _{1}=\mathbf {v} _{1}={\begin{pmatrix}3\\1\end{pmatrix}}}
{\displaystyle \mathbf {u} _{2}=\mathbf {v} _{2}-\mathrm {proj} _{\mathbf {u} _{1}}\,\mathbf {v} _{2}={\begin{pmatrix}2\\2\end{pmatrix}}-\mathrm {proj} _{({3 \atop 1})}\,{\begin{pmatrix}2\\2\end{pmatrix}}={\begin{pmatrix}-2/5\\6/5\end{pmatrix}}.}
Проверимо векторе u1 и u2 како бисмо утврдили да су стварно ортогонални:
{\displaystyle \langle \mathbf {u} _{1},\mathbf {u} _{2}\rangle =\left\langle {\begin{pmatrix}3\\1\end{pmatrix}},{\begin{pmatrix}-2/5\\6/5\end{pmatrix}}\right\rangle =-{\frac {6}{5}}+{\frac {6}{5}}=0.}
Сада можемо и да их нормализујемо, тако што ћемо их поделити са њиховим дужинама:
{\displaystyle \mathbf {e} _{1}={1 \over {\sqrt {10}}}{\begin{pmatrix}3\\1\end{pmatrix}}}
{\displaystyle \mathbf {e} _{2}={1 \over {\sqrt {40 \over 25}}}{\begin{pmatrix}-2/5\\6/5\end{pmatrix}}={1 \over {\sqrt {10}}}{\begin{pmatrix}-1\\3\end{pmatrix}}.}